# Herkenningsmuziek
Herkenningsmuziek is letterlijk muziek die voor herkenning zorgt. Muziek wordt op verschillende manieren hiertoe gebruikt. Zo hebben vaste radioprogramma's, televisieprogramma's en televisieseries over het algemeen een herkenningsmelodie, die aan het begin of vrijwel aan het begin gespeeld wordt om het programma herkenbaar te maken. Bij televisieseries en bij films wordt vaak een motief gebruikt, dat in veel van de begeleidingsmuziek terugkeert. Artiesten gebruiken vaak herkenningsnummers, specifieke nummers die een verband hebben met de artiesten en bij elk optreden uitgevoerd worden. Een bekend voorbeeld daarvan is God Save the Queen, dat gebruikt werd door de popgroep Queen.